# یلدوس اسمتوف
یلدوس اسمتوف (قزاقی: Елдос Бахтыбайұлы Сметов؛ زادهٔ ۹ سپتامبر ۱۹۹۲) جودوکار اهل قزاقستان است.
وی در مسابقات کشوری و بین‌المللی در مجموع برندهٔ ۳ مدال طلا، ۱ مدال نقره، ۲ مدال برنز شده‌است.